# Раухфус, Вольфганг
Во́льфганг Ра́ухфус (нем. Wolfgang Rauchfuß; 27 ноября 1931, Грюна — 15 августа 2005, Хемниц) — член Политбюро ЦК СЕПГ, заместитель председателя Совета министров ГДР.

## Биография
Вольфганг Раухфус родился в рабочей семье, по окончании народной школы в 1946—1949 годах выучился на механика. В 1946 году вступил в ССНМ, в 1949—1950 годах являлся освобождённым комсомольским работником, инструктором комитета ССНМ по земле Берлин, затем работал во внешней торговле. В 1951 году вступил в СЕПГ. В 1952 году обучался в профессиональном училище внешней торговли и по его окончании возглавил отдел продаж в Германском ведомстве внутренней и внешней торговли изделиями точной механики и оптики. В 1957—1959 годах занимал должность заместителя генерального директора предприятия по экспорту полиграфической продукции, в 1960 году являлся генеральным директором предприятия по экспорту офисной техники. В 1958—1961 годах обучался на заочном отделении Берлинской высшей школы экономики.
В 1961—1965 годах Раухфус занимал должность заместителя министра внешней и внутригерманской торговли. В марте 1965 года был назначен статс-секретарём министерства внешней и внутригерманской торговли и вошёл в состав Совета министров ГДР. С декабря 1965 года находился на должности заместителя председателя Совета министров ГДР. С 1967 года входил в состав ЦК СЕПГ и являлся депутатом Народной палаты ГДР. С 1974 года занимал должность министра материально-технического снабжения ГДР и руководил Центральной энергетической комиссией при Совмине ГДР. Вышел в отставку со всех правительственных должностей вместе с кабинетом Вилли Штофа 7 ноября 1989 года. До марта 1990 года входил в правительство Ханса Модрова в ранге статс-секретаря. С 8 ноября по 3 декабря 1989 года входил в состав Политбюро и Секретариата ЦК СЕПГ. С марта 1990 года работал в Попечительском приватизационном совете.
Вольфганг Раухфус был женат, являлся отцом двоих детей.

## Публикации
- Rede auf der internationalen Pressekonferenz zur Leipziger Herbstmesse 1964, Berlin 1964
- Rede zur Eröffnung der Leipziger Frühjahrsmesse am 2. März 1968, Berlin 1968
- Die Aufgaben der Leiter zur Gewährleistung einer hohen Materialökonomie und wirtschaftlichen Energieanwendung, Berlin 1976